# Расселл (округ Шебойган, Вісконсин)
Расселл (англ. Russell) — місто (англ. town) в США, в окрузі Шебойґан штату Вісконсин. Населення — 384 особи (2020).

## Демографія
Згідно з переписом 2010 року, у місті мешкало 377 осіб у 149 домогосподарствах у складі 117 родин. Було 156 помешкань
Расовий склад населення:
| - 98,9 % — білих - 0,5 % — корінних американців |

До двох чи більше рас належало 0,5 %. Частка іспаномовних становила 1,9 % від усіх жителів.
За віковим діапазоном населення розподілялося таким чином: 22,5 % — особи молодші 18 років, 64,2 % — особи у віці 18—64 років, 13,3 % — особи у віці 65 років та старші. Медіана віку мешканця становила 44,7 року. На 100 осіб жіночої статі у місті припадало 116,7 чоловіків;  на 100 жінок у віці від 18 років та старших — 129,9 чоловіків також старших 18 років.
Середній дохід на одне домашнє господарство  становив 92 447 доларів США (медіана — 65 556), а середній дохід на одну сім'ю — 105 903 долари (медіана — 76 250). Медіана доходів становила 47 813 долари для чоловіків та 42 083 долари для жінок. За межею бідності перебувало 14,7 % осіб, у тому числі 27,3 % дітей у віці до 18 років та 5,3 % осіб у віці 65 років та старших.
Цивільне працевлаштоване населення становило 214 осіб. Основні галузі зайнятості: виробництво — 31,3 %, освіта, охорона здоров'я та соціальна допомога — 17,3 %, будівництво — 8,4 %, гуртова торгівля — 7,5 %.